# 1863
1863 (MDCCCLXIII) byl rok, který dle gregoriánského kalendáře započal čtvrtkem.

## Události
Svět
- 1. ledna – v USA vstoupila v platnost Proklamace o zrovnoprávnění otroků (tedy o zrušení otroctví), k jejímu faktickému naplnění došlo až v r. 1865 a v některých případech ještě později.
- 22. ledna – Počátek Lednového povstání proti Rusku
- 30. března – Na řecký trůn nastoupil král Jiří I.
- 10. ledna – V Londýně byla otevřena první podzemní dráha.
- 20. června – Západní Virginie se stala 35. státem USA.
- 1.–3. července – Bitva u Gettysburgu v Pensylvánii
- 1. srpna – Ve městě Barmen (dnes součást města Wuppertal) založena firma Bayer, významná německá agrochemická a farmaceutická společnost.
- 4. srpna – V Martine vznikla Matica slovenská
- Založena osmanská banka.
- Vytvořen pokrm Fish and chips (Velká Británie)
- V Ženevě byla založena organizace Mezinárodní červený kříž.

Česko
- 8. září – byla otevřena nově postavená Smíchovská synagoga
- Do provozu bylo dáno nádraží Praha-Veleslavín.

### Probíhající události
- 1817–1864 – Kavkazská válka
- 1850–1864 – Povstání tchaj-pchingů
- 1861–1865 – Americká občanská válka
- 1861–1867 – Francouzská intervence v Mexiku
- 1863–1864 – Lednové povstání

## Vědy a umění
- 31. ledna – Jules Verne v Paříži vydal román Pět neděl v baloně
- 15. července – V Praze na Újezdě otevřel český fotograf Jindřich Eckert svůj první portrétní ateliér.
- 4. listopadu – navštívil Richard Wagner ve Stavovském divadle představení své opery Bludný Holanďan, které bylo hráno ke skladatelově poctě.
- Němečtí chemici Ferdinand Reich a Theodor Richter objevili chemický prvek indium.

## Sport
- 26. října – V Anglii vznikla Fotbalová asociace, která stanovila pravidla fotbalu, platící pro celý svět, a oddělila ragby jako samostatný sport

## Narození

### Česko
- 1. ledna

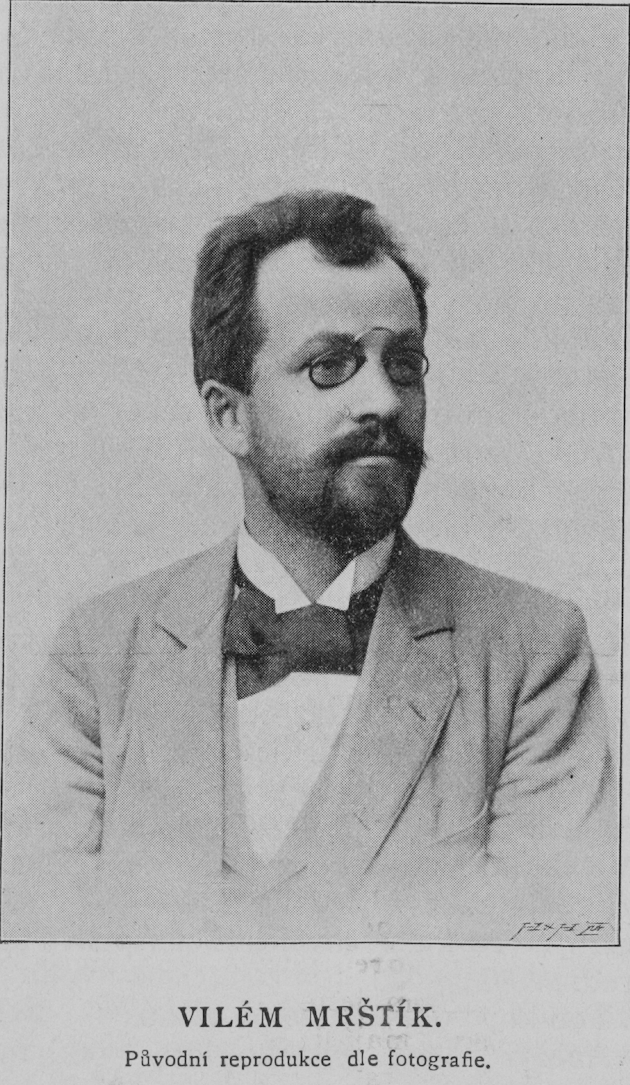
Vilém Mrštík (* 14. května)

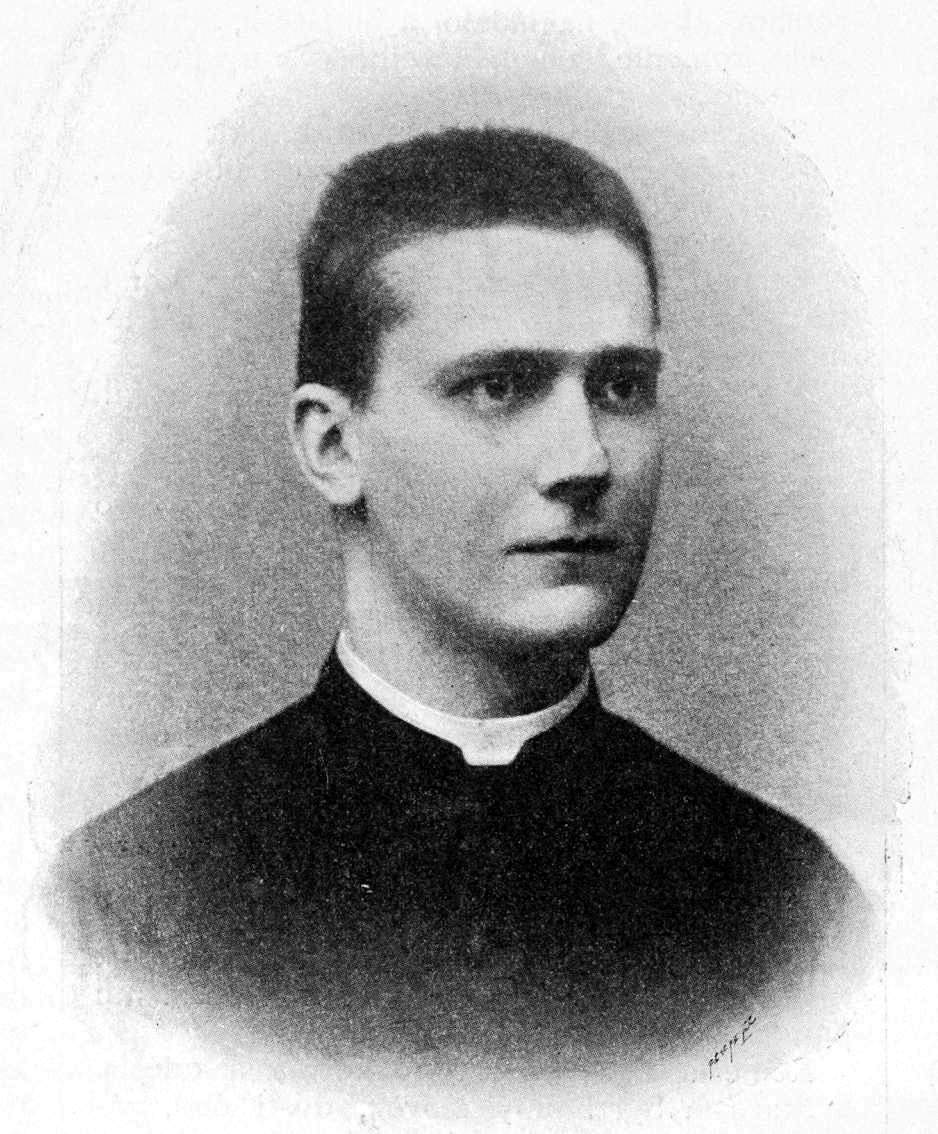
Lev Skrbenský z Hříště (* 12. června)

  - Karel Ondříček, houslový virtuos († 30. března 1943)
  - Jindřich Souček, technik, hudební skladatel a sbormistr († 16. listopadu 1940)
- 6. ledna – Jan Nepomuk Říhánek, kněz a pedagog († 24. května 1935)
- 11. ledna – Anton Karl Wüst, rakouský a český podnikatel a politik († 14. září 1932)
- 16. ledna – Josef Strouhal, herec a režisér († 23. června 1940)
- 19. ledna – T. E. Tisovský, spisovatel († 23. března 1939)
- 24. ledna – August Adler, matematik a geometr († 17. října 1923)
- 27. ledna – František Bařina, opat a politik († 22. září 1943)
- 29. ledna – Karel Ladislav Kukla, spisovatel († 29. října 1930)
- 4. února – František Hasa, strojní inženýr, rektor ČVUT († 27. března 1945)
- 7. února – Jan Tenora, církevní historik († 1. prosince 1936)
- 12. března – Norbert Kubát, sbormistr, varhaník, houslista a skladatel († 4. prosince 1935)
- 22. března – Josef Paldus, vojenský archivář a historický geograf († 10. října 1937)
- 13. dubna – Jaroslav Prager, lékař, herec, autor textů k písním († 27. března 1902)
- 14. dubna – Bohdan Bečka, ministr financí Československa († 26. července 1940)
- 16. dubna – Ludvík Kuba, folklorista († 30. listopadu 1956)
- 13. května – Ludvík Krupka, právník a politik († 7. ledna 1947)
- 14. května
  - Vilém Mrštík, spisovatel († 2. března 1912)
  - Karel Štapfer, ilustrátor a scénograf († 30. listopadu 1930)
- 24. května – Ferdinand Pantůček, právník († 13. února 1925)
- 18. května – Hana Cavallarová, operní pěvkyně († 6. dubna 1946)
- 21. května – Evžen Rakousko-Těšínský, rakouský arcivévoda († 30. prosince 1954)
- 12. června
  - Vladislav Kalousek, klasický filolog († 26. prosince 1906)
  - Lev Skrbenský z Hříště, arcibiskup († 24. prosince 1938)
- 17. června – Růžena Jesenská, spisovatelka († 14. července 1940)
- 20. června – Josef Babánek, učitel a politik († 14. března 1941)
- 6. července – Dominik Fey, architekt († 21. září 1950)
- 15. července – Jindřich Ladislav Barvíř, geolog († 26. května 1952)
- 26. července – František Valoušek, kněz a politik († 14. března 1932)
- 1. srpna – Ludvík Jadrníček, malíř († 10. října 1954)
- 3. srpna – František Lipka, boskovický archeolog († 24. prosince 1917)
- 6. srpna – Eduard Koerner, právník a politik († 29. března 1933)
- 12. srpna – Václav Kliment, operní pěvec (bas) († 7. března 1918)
- 18. srpna
  - Ludvík Aust, poslanec († ?)
  - Otakar Vochoč, poslanec († 1953)
- 21. srpna – August Hackel, právník a politik německé národnosti († 14. prosince 1932)
- 11. září – Ladislav Pinkas, právník, politik a šermíř († 28. února 1936)
- 16. září – Josef Adamčík, stavitel a geodet († 9. prosince 1919)
- 21. září – Čeněk Habart, spisovatel, kronikář, fotograf († 24. května 1942)
- 9. října – Jiří Sumín, (Amálie Vrbová), spisovatelka († 11. listopadu 1936)
- 13. října – Josef Merhaut, spisovatel († 5. září 1907)
- 28. října – Artuš Scheiner, malíř († 20. prosince 1938)
- 7. listopadu – Karl Zimmermann, severočeský průmyslník († 23. října 1924)
- 9. listopadu – Dominik Löw, sudetoněmecký politik († 14. února 1931)
- 13. listopadu – František Groh, filolog a archeolog († 22. listopadu 1940)
- 20. listopadu – Josef Opletal, lesník († 18. prosince 1953)
- 2. prosince – August Miřička, profesor trestního práva († 1. února 1946)
- 3. prosince – Ladislav František Čelakovský, mykolog a botanik († 31. prosince 1916)
- 11. prosince – Antonín Sládek, politik († 14. prosince 1939)
- 12. prosince – Josef Václav Bohuslav, soudce Ústavního soudu († 24. března 1952)
- 24. prosince – Cyril Bartoň z Dobenína, průmyslník a filantrop († 29. května 1953)
- 30. prosince – František Albert, katolický teolog († 22. srpna 1935)
- ? – František Blažek, architekt († 1944)
- ? – Eduard Held, starosta města Zákupy († 3. května 1937)
- ? – Andreas Lippert, československý politik německé národnosti († 1940)
- ? – August Miřička, profesor trestního práva († 1946)
- ? – František Veselý, československý ministr spravedlnosti († 24. září 1935)

### Svět
- 1. ledna

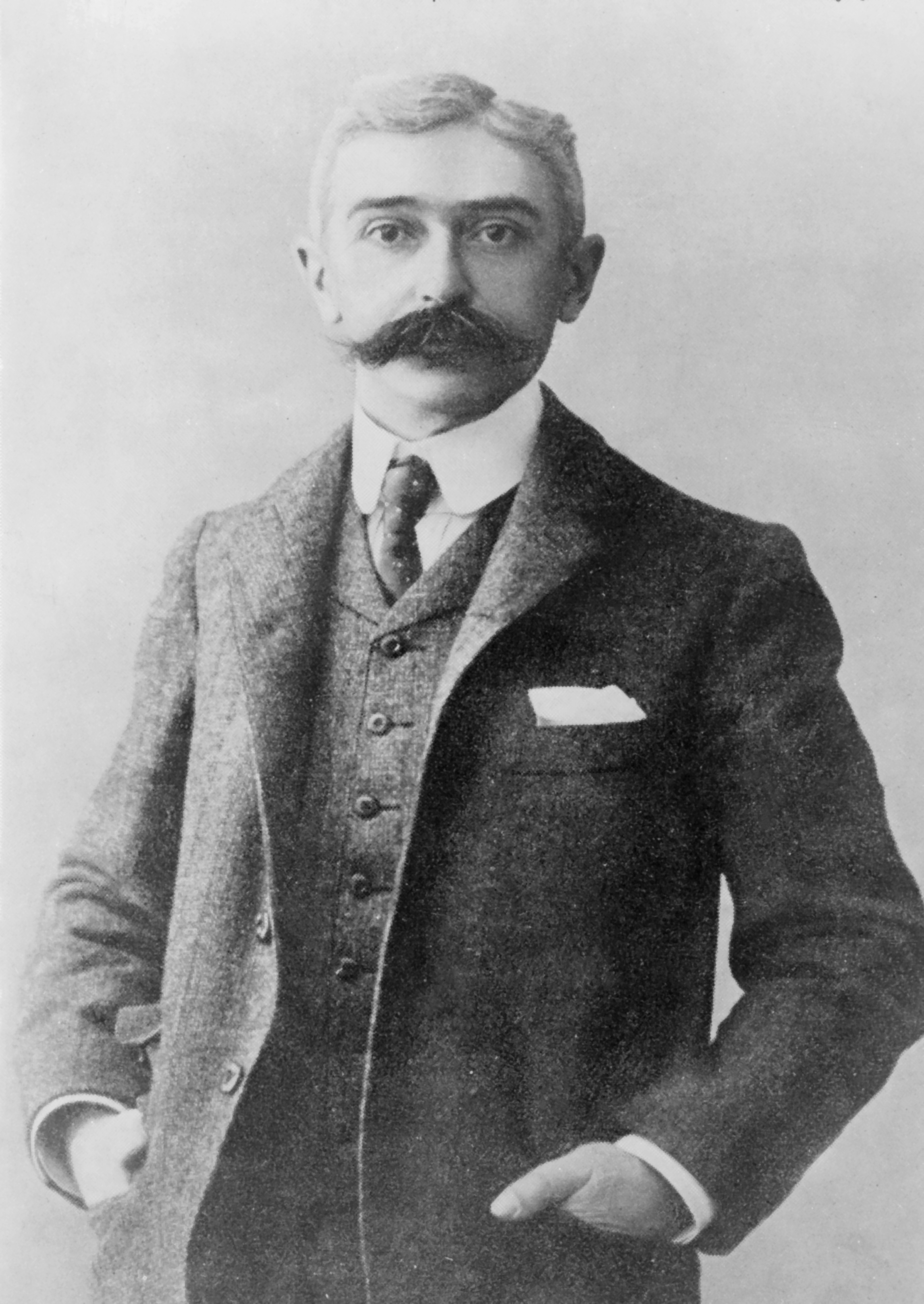
Pierre de Coubertin (* 1. ledna)

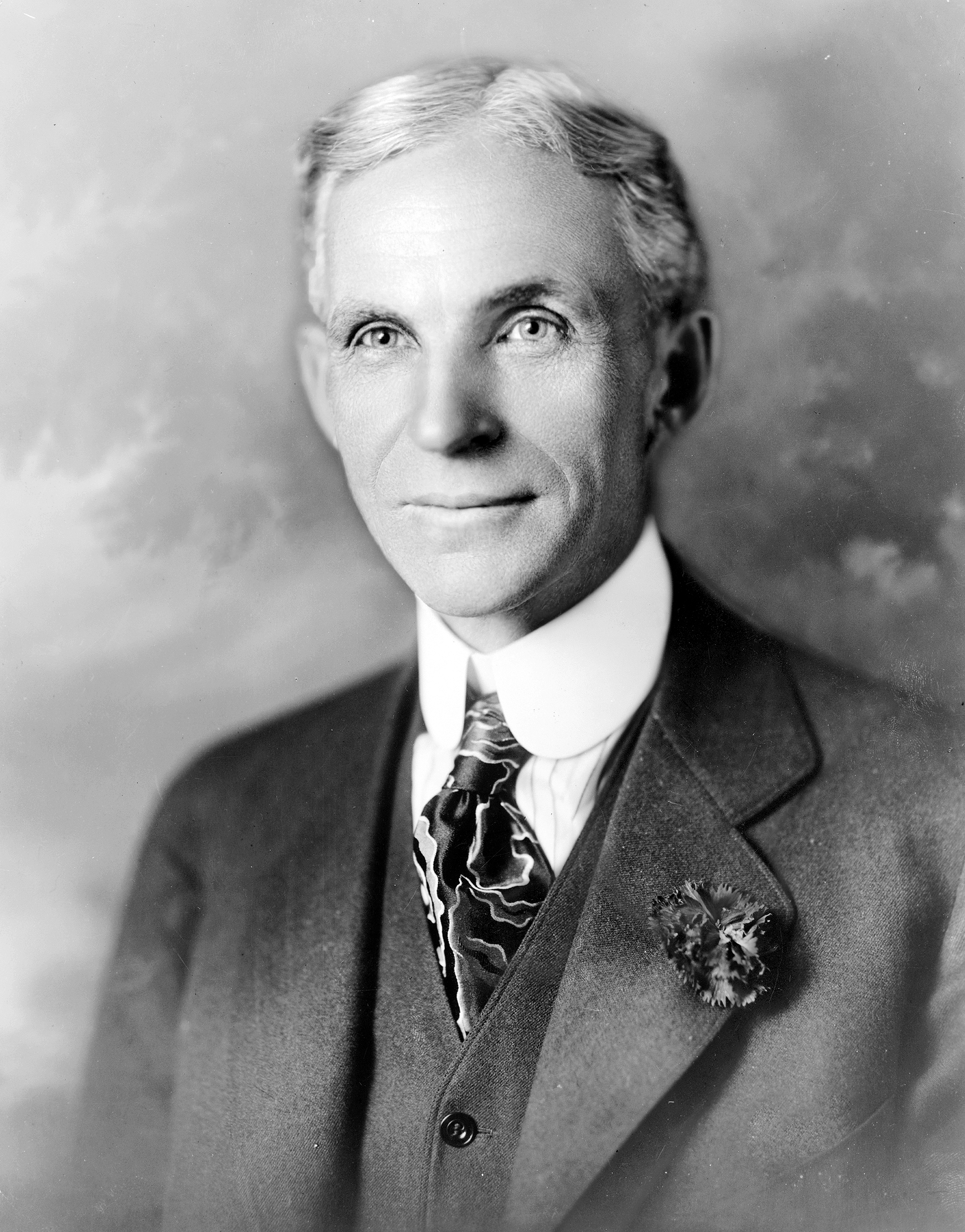
Henry Ford (* 30. července)

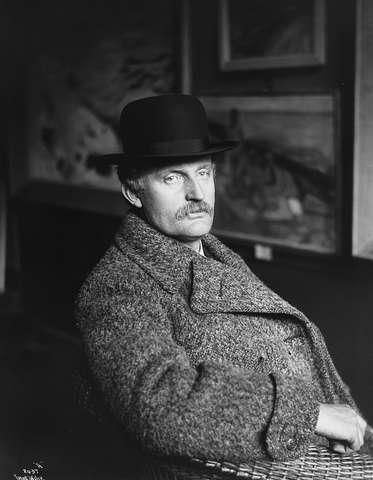
Edvard Munch (* 12. prosince)

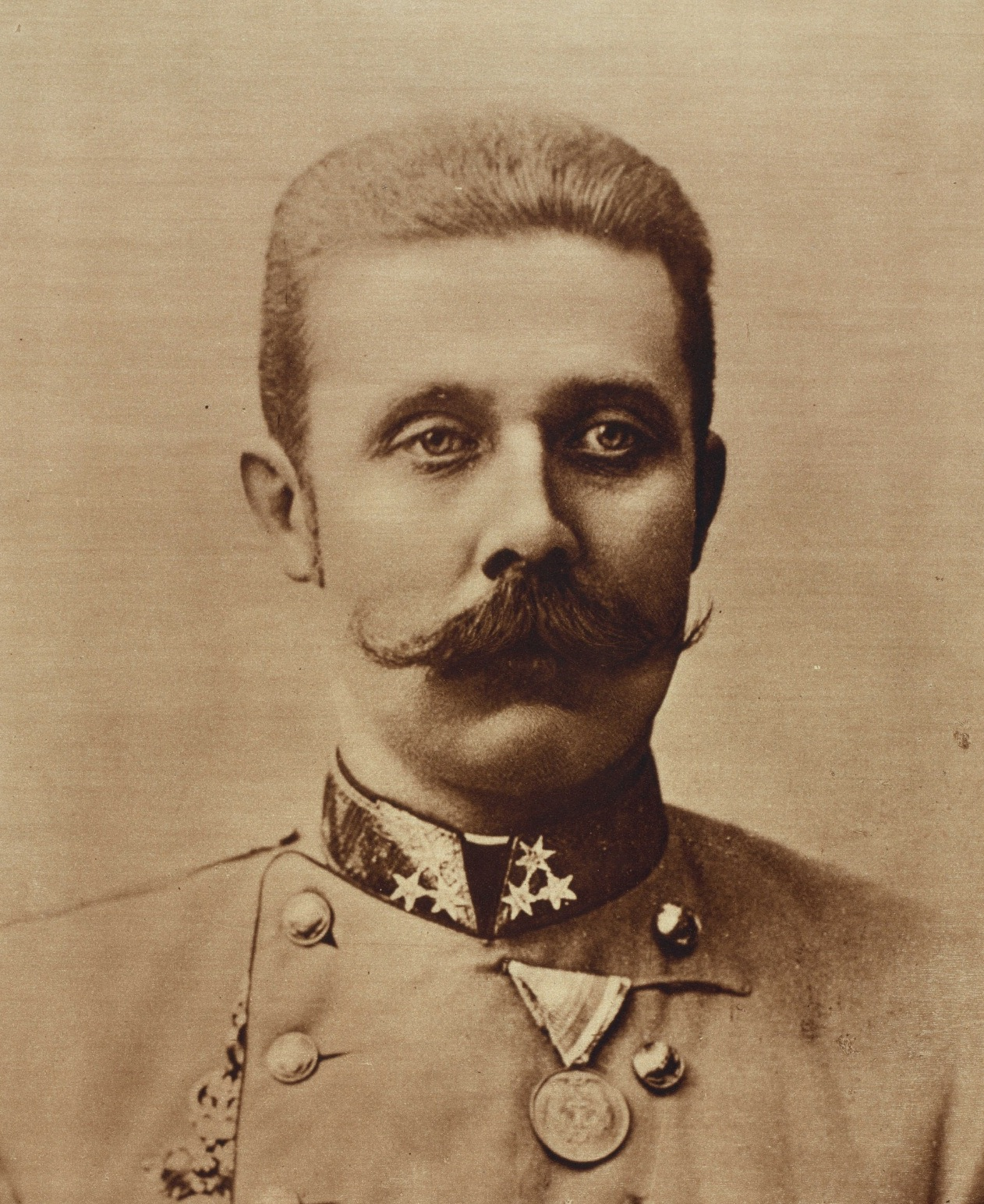
František Ferdinand d'Este (* 18. prosince)

  - Pierre de Coubertin, zakladatel olympijských her († 2. září 1937)
  - Heinrich Clam-Martinic, rakouský politik († 7. března 1932)
  - Aleko Konstantinov, bulharský spisovatel († 23. května 1897)
  - Rūdolfs Blaumanis, lotyšský spisovatel († 4. září 1908)
- 12. ledna – Svámí Vivékánanda, indický filozof, zpěvák a básník († 4. července 1902)
- 15. ledna – Wilhelm Marx, německý politik († 5. srpna 1946)
- 17. ledna
  - David Lloyd George, britský státník († 26. března 1945)
  - Konstantin Sergejevič Stanislavskij, ruský divadelní pedagog († 7. srpna 1938)
- 18. ledna – Oskar Troplowitz, vynálezce krému Nivea († 27. dubna 1918)
- 19. ledna – Werner Sombart, německý sociolog a ekonom († 18. května 1941)
- 10. února – Ferdinand Flodin, švédský fotograf († 2. listopadu 1935)
- 13. února – Milenko Vesnić, srbský diplomat († 15. května 1921)
- 19. února – Axel Thue, norský matematik († 7. března 1922)
- 23. února – Franz von Stuck, německý malíř, sochař a grafik († 30. srpna 1928)
- 28. února – Vladimir Ivanovič Vernadskij, ruský mineralog († 6. ledna 1945)
- 1. března – Fjodor Sologub, ruský básník († 5. prosince 1927)
- 2. března – Richard von Bienerth-Schmerling, předseda vlády Předlitavska († 3. června 1918)
- 3. března – Arthur Machen, velšský spisovatel a okultista († 15. února 1947)
- 4. března – Ellen Gulbransonová, švédská sopranistka († 2. ledna 1947)
- 9. března – Carl H. Eigenmann, americký ichtyolog († 24. dubna 1927)
- 11. března – Paul Kuh-Chrobak, poslední ministr financí Rakouska-Uherska († 7. ledna 1931)
- 12. března – Gabriele d'Annunzio, italský spisovatel († 1. března 1938)
- 14. března – Casey Jones, americký strojvedoucí († 30. dubna 1900)
- 17. března – Léopold-Émile Reutlinger, francouzský fotograf († 16. března 1937)
- 18. března – Eduard Konrád Zirm, rakouský oční lékař († 15. března 1944)
- 19. března – Matylda Saská, saská princezna († 27. března 1933)
- 27. března – Henry Royce, britský automobilový konstruktér († 22. dubna 1933)
- 3. dubna – Henry van de Velde, belgický návrhář a architekt († 15. října 1957)
- 5. dubna – Viktorie Hesensko-Darmstadtská, hesenská princezna († 24. září 1950)
- 6. dubna – Jozef Hanula, slovenský malíř a pedagog († 22. srpna 1944)
- 16. dubna – Émile Friant, francouzský malíř († 9. června 1932)
- 18. dubna
  - Maurice Pellé, francouzský generál († 16. března 1924)
  - Leopold Berchtold, rakousko-uherský politik († 21. listopadu 1942)
- 24. dubna – Gustave Fougères, francouzský archeolog († 7. prosince 1927)
- 28. dubna – William Randolph Hearst, americký vydavatel novin († 14. srpna 1951)
- 29. dubna
  - Konstantinos Kavafis, řecký básník († 29. dubna 1933)
  - Maria Teresa Ledóchowska, polská misionářka († 6. července 1922)
- 8. května
  - Cesira Ferrani, italská sopranistka († 4. května 1943)
  - Frederick Parkes Weber, britský dermatolog († 2. července 1962)
- 14. května – John Charles Fields, kanadský matematik († 9. srpna 1932)
- 25. května – Heinrich Rickert, německý filosof († 25. července 1936)
- 26. května – Bob Fitzsimmons, britský boxer († 22. října 1917)
- 31. května – Francis Younghusband, britský důstojník a cestovatel († 31. července 1942)
- 1. června – Hugo Münsterberg, americký filozof a psycholog († 16. prosince 1916)
- 10. června – Jean Ajalbert, francouzský spisovatel († 14. ledna 1947)
- 13. června – Lucy Duff-Gordonová, britská módní návrhářka († 21. dubna 1935)
- 17. června – Karel Michal Meklenburský, meklenburský vévoda († 6. prosince 1934)
- 21. června – Max Wolf, německý astronom († 3. října 1932)
- 27. června – Henri Beau, kanadský malíř († 15. května 1949)
- 7. července – Vladimir Leonidovič Durov, sovětský krotitel, cirkusový artista a spisovatel († 3. srpna 1934)
- 12. července – Paul Drude, německý fyzik († 5. července 1906)
- 13. července – Margaret Murray, britská antropoložka a egyptoložka († 13. listopadu 1963)
- 19. července
  - Heinrich von Maur, německý generál († 10. dubna 1947)
  - Hermann Bahr, rakouský spisovatel († 15. ledna 1934)
- 26. července – Paul Walden, německý chemik († 22. ledna 1957)
- 27. července – Hugo Henneberg, rakouský fotograf († 11. července 1918)
- 30. července – Henry Ford, americký automobilový magnát († 7. dubna 1947)
- 31. července – Richard Aldrich, americký hudební kritik († 2. června 1937)
- 1. srpna – Gaston Doumergue, francouzský prezident († 18. června 1937)
- 3. srpna – Géza Gárdonyi, maďarský spisovatel († 30. října 1922)
- 4. srpna – Maude Petre, britská katolická řeholnice a spisovatelka († 16. prosince 1942)
- 10. srpna – Fredrik Lilljekvist, švédský architekt († 18. prosince 1932)
- 11. srpna – Ernest Gunther Šlesvicko-Holštýnský, německý šlechtic († 22. února 1921)
- 13. srpna – William I. Thomas, americký sociolog († 5. prosince 1947)
- 14. srpna – Menachem Usiškin, ruský sionistický aktivista († 2. října 1941)
- 28. srpna
  - André Blondel, francouzský fyzik († 15. listopadu 1938)
  - Isabela Marie Bavorská, vévodkyně z Janova († 26. února 1924)
- 31. srpna – Sergej Prokudin-Gorskij, ruský fotograf († 27. září 1944)
- 3. září – Hans Aanrud, norský spisovatel († 11. ledna 1953)
- 7. září – Jens Ferdinand Willumsen, dánský výtvarný umělec († 4. dubna 1958)
- 10. září – Charles Spearman, britský psycholog a statistik († 17. září 1945)
- 12. září – Lucien Walery, francouzský fotograf († ? 1935)
- 13. září
  - Arthur Henderson, britský politik († 20. října 1935)
  - Franz von Hipper, německý admirál († 25. května 1932)
- 22. září – Alexandre Yersin, francouzsko-švýcarský bakteriolog († 1. března 1943)
- 27. září – Paul Bergon, francouzský fotograf a botanik († ? 1912)
- 28. září – Karel I. Portugalský, portugalský král († 1. února 1908)
- 30. září – Reinhard Scheer, německý admirál († 26. listopadu 1928)
- 5. října
  - Ludwig Borchardt, německý egyptolog († 12. srpna 1938)
  - Paul Kutter, lucemburský fotograf († 15. března 1937)
- 8. října – Charicléa Hohenlohe, francouzská šlechtična a mecenáška († 22. června 1912)
- 10. října – Vladimir Afanasjevič Obručev, ruský geolog a spisovatel († 19. června 1956)
- 15. října – Leopold Salvátor Rakousko-Toskánský, rakouský arcivévoda a princ toskánský († 4. září 1931)
- 16. října
  - Augustín Fischer-Colbrie, biskup košický († 17. května 1925)
  - Austen Chamberlain, britský státník († 17. března 1937)
- 20. října – William Henry Young, anglický matematik († 7. července 1942)
- 1. listopadu – George Safford Parker, zakladatel Parker Pen Company († 19. července 1937)
- 3. listopadu – Blanche Bingleyová, anglická tenistka († 6. srpna 1946)
- 8. listopadu – Eero Järnefelt, finský malíř († 15. listopadu 1937)
- 11. listopadu – Paul Signac, francouzský malíř († 15. srpna 1935)
- 14. listopadu – Leo Baekeland, americký chemik a vynálezce († 23. února 1944)
- 18. listopadu – Giuseppina Nicoli, italská řeholnice, blahoslavená katolické církve († 31. prosince 1924)
- 29. listopadu – Georg Marco, rakouský šachista († 29. srpna 1923)
- 27. listopadu – Olha Kobyljanska, ukrajinská spisovatelka († 21. března 1942)
- 1. prosince – Qasim Amin, egyptský právník, průkopník feminismu († 22. dubna 1908)
- 7. prosince – Pietro Mascagni, italský hudební skladatel († 2. srpna 1945)
- 11. prosince – Annie Jump Cannon, americká astronomka († 13. dubna 1941)
- 12. prosince – Edvard Munch, norský malíř († 23. ledna 1944)
- 13. prosince – Carl Großmann, německý sériový vrah († 5. července 1922)
- 16. prosince
  - Konrad Hohenlohe-Waldenburg-Schillingsfürst, rakouský politik († 21. prosince 1918)
  - George Santayana, americký filosof († 26. září 1952)
- 18. prosince – František Ferdinand d'Este, rakouský následník trůnu († 28. června 1914 )
- 19. prosince – Ján Čajak, slovenský spisovatel († 29. května 1944)
- 20. prosince – Bogdan Popović, srbský literární kritik († 7. listopadu 1944)
- 21. prosince – Sophie Mannerheim, finská zdravotnice († 9. ledna 1928)
- 24. prosince – Ljubomir Davidović, srbský politik († 19. února 1940)
- 26. prosince – Charles Pathé, francouzský průkopník filmu († 25. prosince 1957)

- ? – Alfred Horsley Hinton, anglický fotograf († 25. února 1908)
- ? – Lawrence Lambe, kanadský geolog a paleontolog († 1919)
- ? – George Henry Peters, americký astronom († 18. října 1947)
- ? – Avetik Sahakjan, arménský politik († 1933)
- ? – Alexandr Stolypin, ruský novinář a básník († 23. listopadu 1918)
- ? – Kazimierz Gałecki, předlitavský ministr pro haličské záležitosti († 1941)
- ? – Richard von Hampe, ministr kultu a vyučování Předlitavska († 1931)
- ? – William Hope, britský spiritistický fotograf († 8. března 1933)
- ? – Walter Kadow, německý komunista († 1923)
- ? – Fredrik Lilljekvist, švédský secesní architekt († 1932)
- ? – Johann Franz, horský vůdce v Tatrách († 17. června 1939)

## Úmrtí

### Česko
- 6. února

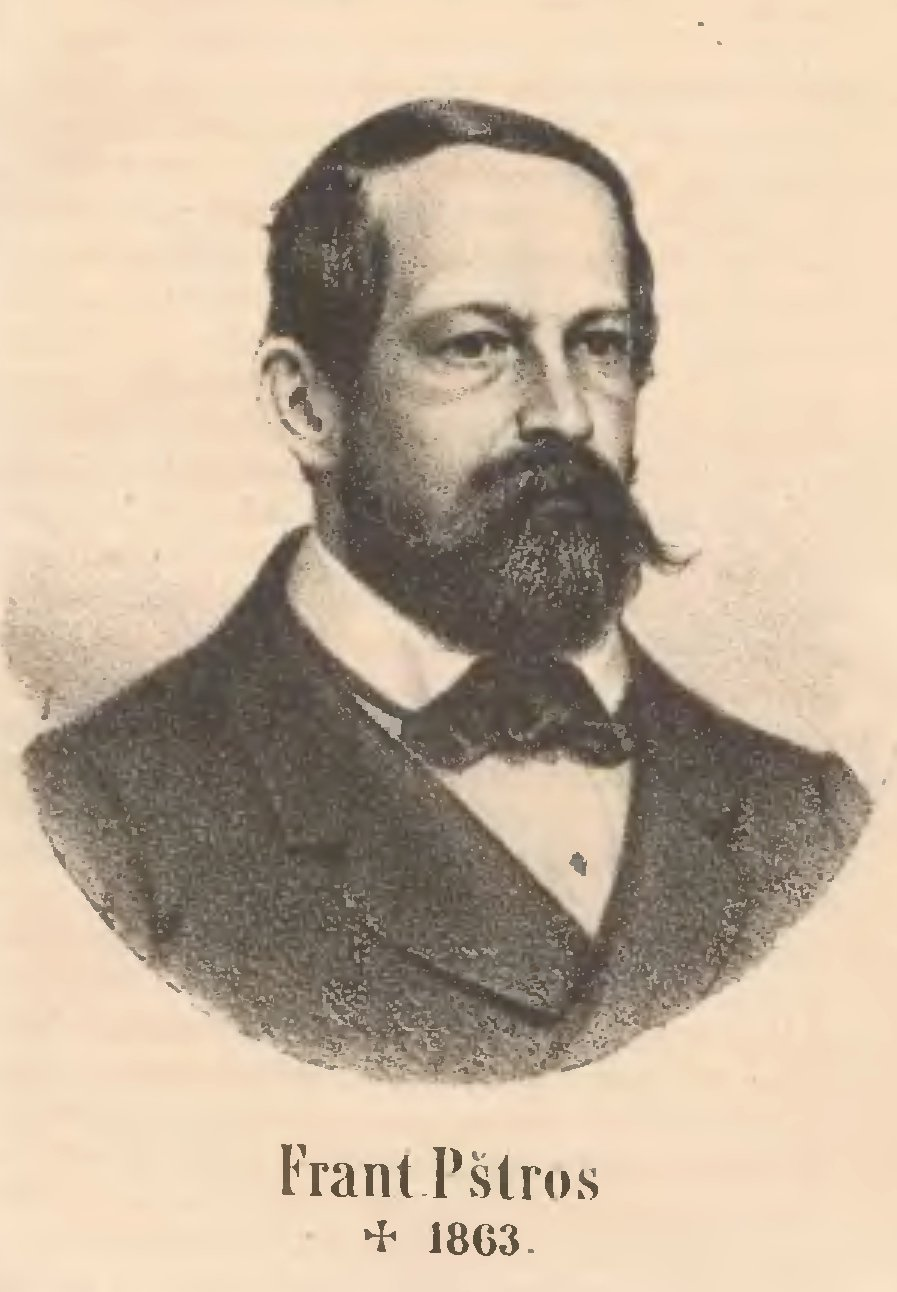
František Václav Pštross († 12. června)

  - Michal Josef Fessl, katolický teolog (* 1788)
  - Josef Stanislav Menšík, spisovatel a sběratel pohádek (* asi 1811)
- 22. února – Franz Xaver Maxmilian Zippe, geolog a mineralog v Praze (* 15. ledna 1791)
- 28. února
  - Karel Maria Jiříček, sběratel českých lidových písní (* ? 1821)
  - Jakub Filip Kulik, profesor matematiky v Praze (* 20. dubna 1793)
- 27. května – Václav Filípek, národní buditel (* 29. srpna 1811)
- 12. června – František Václav Pštross, pražský purkmistr (* 14. března 1823)
- 27. září – Ignaz Feigerle, rakousko-moravský biskup a teolog (* 7. dubna 1795)
- 9. října – Rudolf Skuherský, matematik (* 23. dubna 1828)
- 3. listopadu – Karel Robert Croll, německý malíř žijící v Čechách (* 21. listopadu 1800)

### Svět

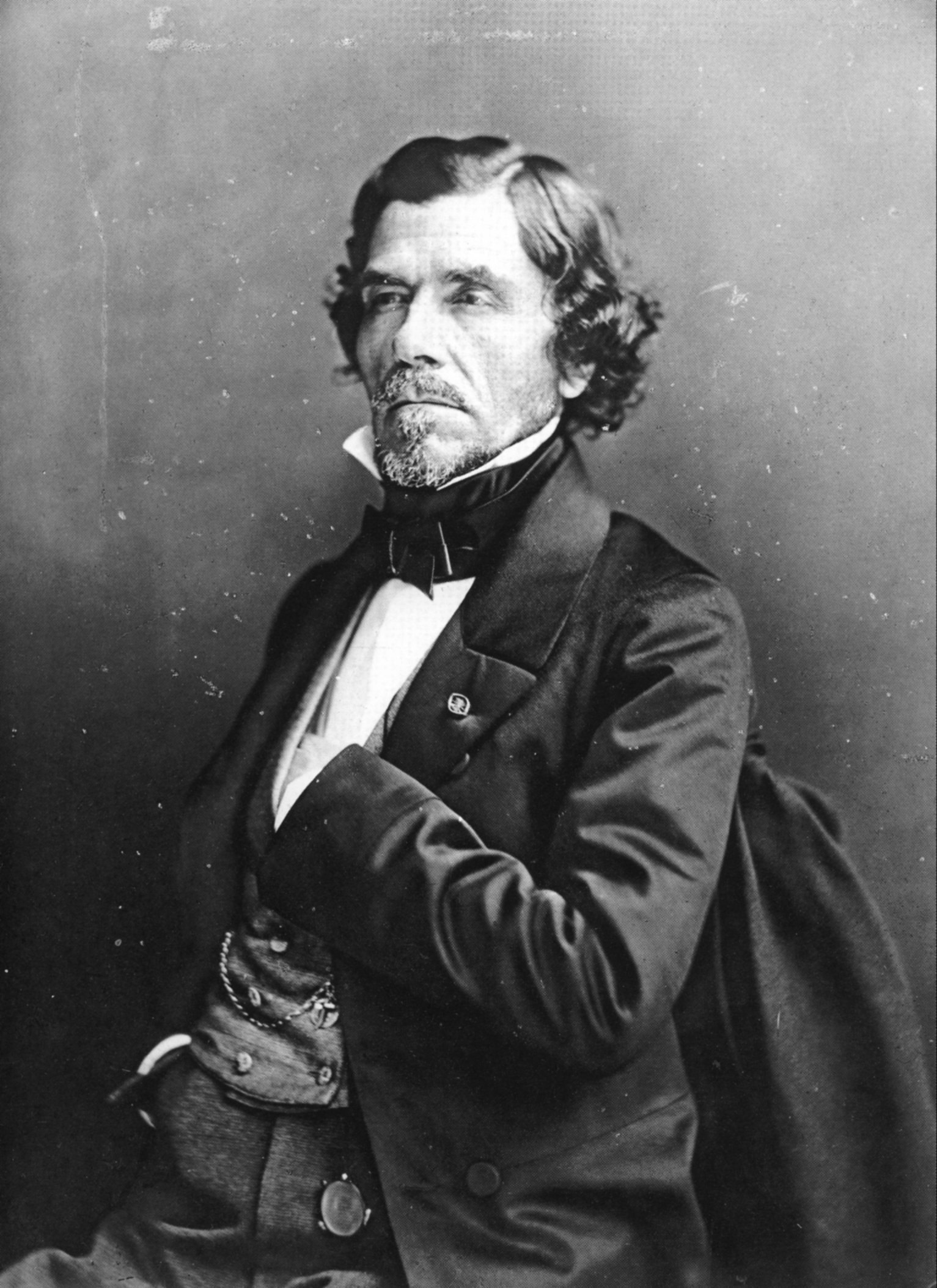
Eugène Delacroix († 13. srpna)

- 4. ledna – William Dunn Moseley, americký politik (* 1. února 1785)
- 17. ledna – Horace Vernet, francouzský malíř (* 30. června 1789)
- 7. března – Bartolomeo Bosco, italský iluzionista (* 3. ledna 1793)
- 30. března – Auguste Bravais, francouzský přírodovědec (* 23. srpna 1811)
- 1. dubna – Jakob Steiner, švýcarský matematik (* 18. březen 1796)
- 2. května – Samuel A. Cartwright, americký lékař a spisovatel (* 3. listopadu 1793)
- 10. května – Thomas Jonathan Jackson, generál americké Konfederace (* 21. ledna 1824)
- 1. června – Maxmilián Josef Rakouský-Este, rakouský generál (* 14. července 1782)
- 7. června – Franz Xaver Gruber, rakouský skladatel, autor koledy Tichá noc (* 25. listopadu 1787)
- 8. června – Edward Harris, americký ornitolog (* 7. září 1799)
- 9. června – Dóst Muhammad Chán, afghánský emír (* 23. prosince 1793)
- 8. července – Francis Patrick Kenrick, americký katolický biskup (* 3. prosince 1796)
- 25. června – Johann Karl Ehrenfried Kegel, německo-ruský agronom (* 3. října 1784)
- 26 . červenec – Sam Houston, americký politik a generál (* 2. března 1793)
- 10. srpna – Marija Nikolajevna Volkonská, ruská děkabristka (* asi 25. prosince 1805)
- 13. srpna – Eugène Delacroix, francouzský malíř (* 26. dubna 1798)
- 19. srpna – Pietro Marini, italský kardinál (* 5. října 1794)
- 28. srpna – Eilhard Mitscherlich, německý chemik (* 7. ledna 1794)
- 17. září – Alfred de Vigny, francouzský básník a spisovatel (* 27. března 1797)
- 20. září
  - George Wilson Bridges, anglický fotograf a cestovatel (* 1788)
  - Jacob Grimm, německý jazykovědec a sběratel pohádek (* 4. ledna 1785)
- 27. září – Ignaz Feigerle, rakouský teolog (* 7. dubna 1795)
- 13. října – Philippe-Antoine d'Ornano, francouzský maršál (* 17. ledna 1784)
- 22. října – Johann Friedrich Böhmer, německý historik (* 22. dubna 1795)
- 3. listopadu – Karel Robert Croll, německý malíř (* 21. listopadu 1800)
- 15. listopadu – Frederik VII., dánský král (* 6. října 1808)
- 29. listopadu – Johann Kempen, rakouský generál (* 26. června 1793)
- 30. listopadu – Kamehameha IV., havajský král (* 9. února 1834)
- 2. prosince – Jane Pierceová, manželka 14. prezidenta USA Franklina Piercea (* 12. března 1806)
- 13. prosince – Christian Friedrich Hebbel, německý básník a dramatik (* 18. března 1813)
- 24. prosince
  - William Makepeace Thackeray, britský spisovatel (* 18. července 1811)
  - Anton Dreher, rakouský pivovarník (* 7. června 1810)
- 27. prosince
  - Anton Dreher, rakouský pivovarník (* 7. června 1810)
  - William Makepeace Thackeray, anglický romanopisec (* 18. července 1811)
- ? –George Wilson Bridges, anglický fotograf (* 1788)

## Hlavy států
- Papež – Pius IX. (1846–1878)

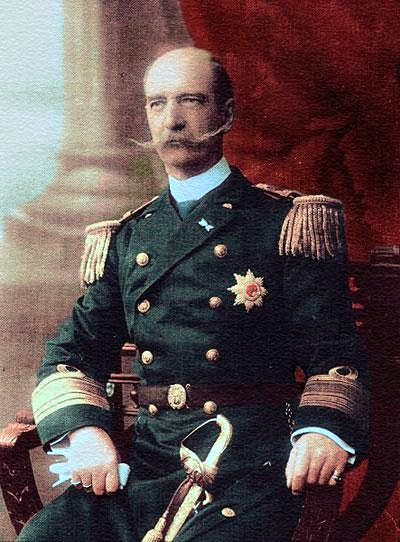
V roce 1863 na řecký trůn nastoupil Jiří I.

- Království Velké Británie – Viktorie (1837–1901)
- Francie – Napoleon III. (1852–1870)
- Uherské království – František Josef I. (1848–1916)
- Rakouské císařství – František Josef I. (1848–1916)
- Rusko – Alexandr II. (1855–1881)
- Prusko – Vilém I. (1861–1888)
- Bavorsko – Maxmilián II. Bavorský (1848–1864)
- Dánsko – Frederik VII. (1848–1863) / Kristián IX. (1863–1906)
- Švédsko – Karel XV. (1859–1872)
- Belgie – Leopold I. Belgický (1831–1865)
- Nizozemsko – Vilém III. Nizozemský (1849–1890)
- Řecko – Jiří I. Řecký (1863–1913)
- Španělsko – Isabela II. Španělská (1830–1870)
- Portugalsko – Ludvík I. Portugalský (1861–1889)
- Itálie – Viktor Emanuel II. (1861–1878)
- Rumunsko – Alexandr Ioan Cuza (1859–1866)
- Osmanská říše – Abdulaziz (1861–1876)
- USA – Abraham Lincoln (1861–1865)
- Japonsko – Kómei (1846–1867)